# Hermano (gruppo musicale)
Gli Hermano sono un gruppo musicale stoner rock statunitense formatosi nel 1998.

## Storia
Fondato dal produttore Dandy Brown come side project nel 1998, la formazione originale comprendeva il cantante John Garcia (Kyuss, Unida, Slo Burn), il bassista Dandy Brown, il batterista Steve Earle (Afghan Whigs) e i chitarristi Mike Callahan (Earshot) e David Angstrom (Black Cat Bone, Supafuzz). Iniziano a registrare con questa formazione il loro primo album nel 1999. L'album fu completato nel 2000, ma fu pubblicato solo due anni dopo per diversi problemi contrattuali.
La band pubblicò Only a Suggestion con l'etichetta Tee Pee Records nel 2002. Il lancio fu seguito da un breve tour in Nord America ed Europa. Durante questo periodo il batterista Steve Earle fu sostituito dal batterista dei Supafuzz, Chris Leathers. Il nuovo membro si esibì per la prima volta con la band all'Azkena Festival in Spagna nel 2003.
Nel 2005 gli Hermano firmano per l'etichetta olandese Suburban Records e pubblicano Dare I Say, il loro secondo album in studio.
Sempre nel 2005 esce Live at W2, un CD di tracce eseguite dal vivo durante il loro Angry American tour. Nel 2006 esce anche un DVD della loro esibizione.
Pubblicano il loro terzo album intitolato Into the Exam Room verso la fine del 2007, iniziando in seguito un tour in Europa.

## Formazione
Formazione attuale
- John Garcia – voce (1998–presente)
- Dandy Brown – basso (1998–presente)
- Mike Callahan – chitarra (1998–presente)
- David Angstrom – chitarra (1998–presente)
- Chris Leathers – batteria (2003–presente)

Former members
- Steve Earle – batteria (1998–2003)

## Discografia
- 2002 - ...Only a Suggestion (Tee Pee Records)
- 2005 - Dare I Say... (MeteorCity Records)
- 2005 - Live at W2 (Suburban Records)
- 2007 - ...Into the Exam Room (Suburban Records)